# 保罗·佩佐拉诺
保罗·佩佐拉诺（Paulo César Pezzolano Suárez，1983年4月5日—），是乌拉圭职业足球运动员，司职中场。

## 职业生涯
佩佐拉诺曾经效力于雷提斯塔、帕拉尼恩斯、捍卫者竞技、佩那罗尔和利物浦(蒙得维的亚)等多支乌拉圭国内联赛球队。2009年9月1日被蒙得维的亚利物浦队租借至西甲球会皇家馬略卡。他在2009/10赛季中出场12次。
2011年1月，佩佐拉诺转会加盟中超球会杭州绿城。
2012年，佩佐拉诺转投墨西哥足球升级联赛（次级联赛）球队内卡萨。